# Trois-Fontaines-l'Abbaye
Trois-Fontaines-l'Abbaye är en kommun i departementet Marne i regionen Grand Est (tidigare regionen Champagne-Ardenne) i nordöstra Frankrike. Kommunen ligger i kantonen Thiéblemont-Farémont som tillhör arrondissementet Vitry-le-François. År 2022 hade Trois-Fontaines-l'Abbaye 195 invånare.

## Befolkningsutveckling
Antalet invånare i kommunen Trois-Fontaines-l'Abbaye
| Referens: INSEE |